# 津貝灣

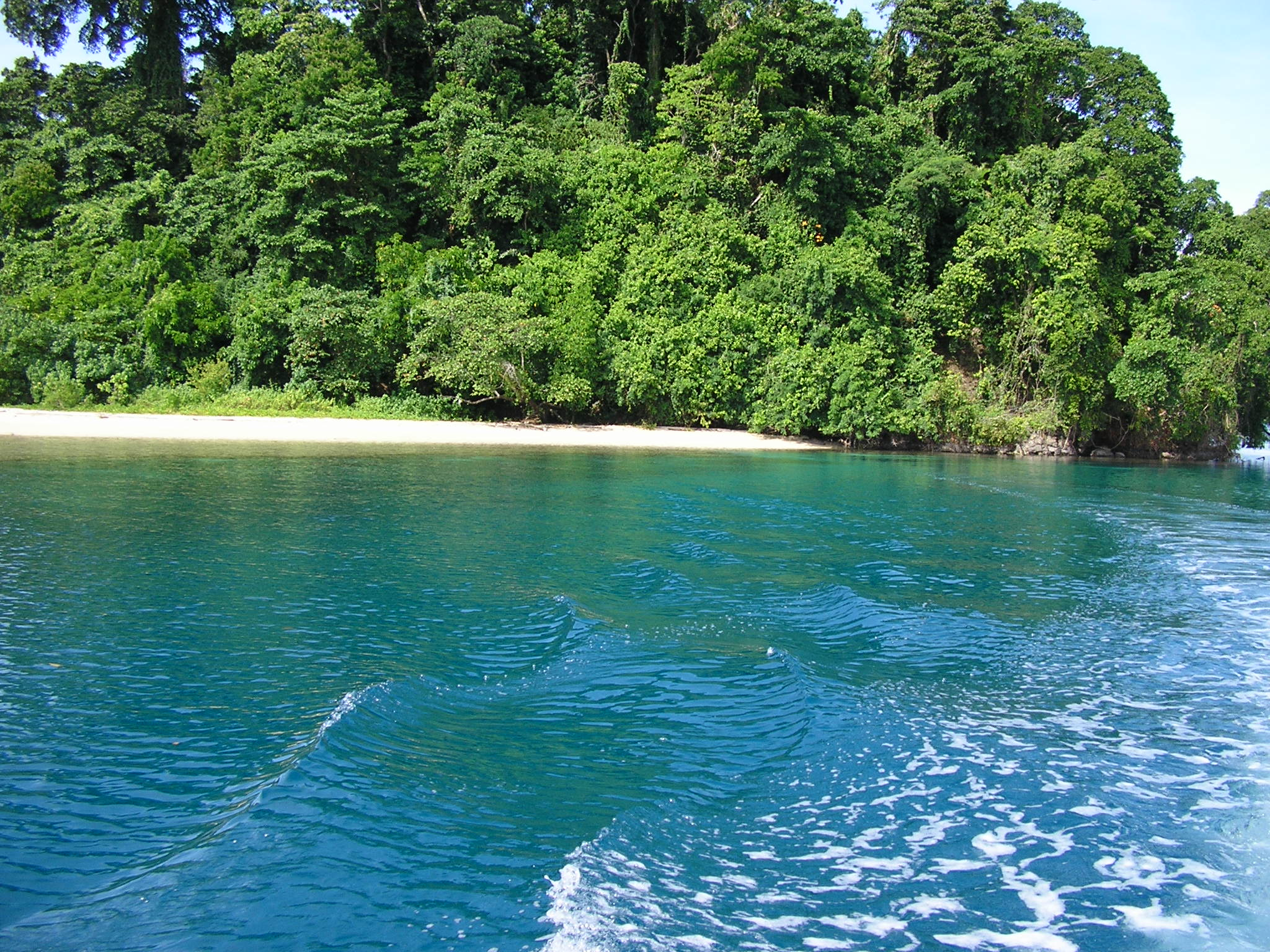
津貝灣的雷斯托夫島

津貝灣，或稱金貝灣，是巴布亞紐幾內亞東部新不列顛島北面的海灣，東西長約110公里，南北長約40-60公里，屬於俾斯麥海域，以西新不列顛省首府津貝為名。
該海域西北有加魯阿島、效漫島、雷斯托夫島。
津貝灣也涵蓋在珊瑚大三角之中，孕育印太海域60%的珊瑚物種，也包含豐富的珊瑚礁魚類，加上迷人景色，津貝灣成為潛水勝地。
在全球珊瑚因氣候變遷和人為開發破壞等，瀕臨滅絕時，津貝灣成為日益重要的珊瑚棲息地。目前保育工作正致力減低人類活動對該海域的衝擊。